# Rạp chiếu phim Uciecha

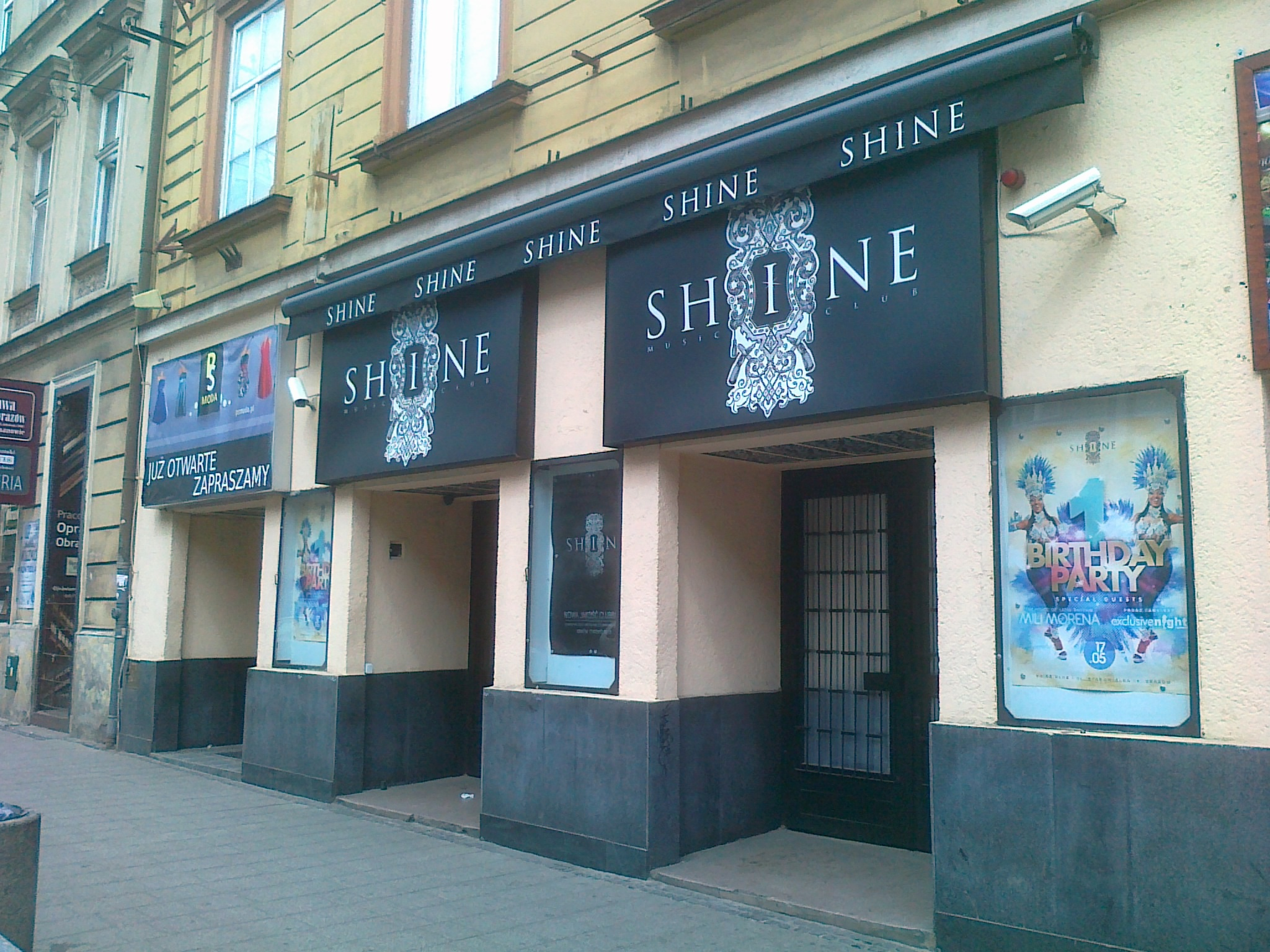
Lối vào Câu lạc bộ âm nhạc "Shine" (Rạp chiếu phim Uciecha trước đây - Ảnh: 2014)

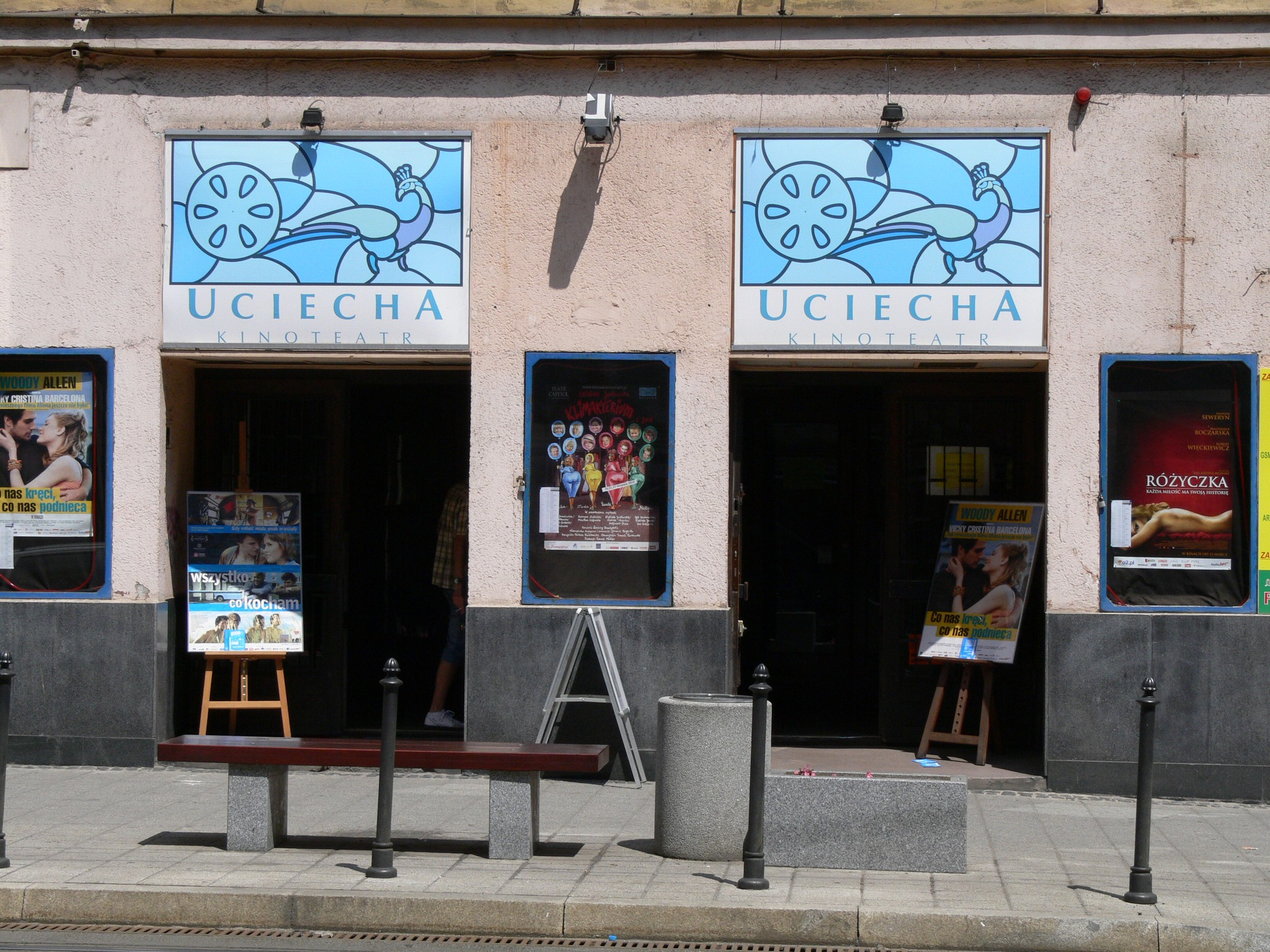
Lối vào Rạp chiếu phim Uciecha (2010)

Rạp chiếu phim Uciecha (tiếng Ba Lan: Kinoteatr Uciecha) là một trong những rạp chiếu phim lâu đời nhất ở Kraków, bắt đầu hoạt động từ năm 1912. Tòa nhà của Rạp Uciecha tọa lạc tại số 16 Phố Starowiślna, Kraków, Ba Lan. Hiện nay, rạp phim đã đóng cửa (dừng hoạt động từ đầu năm 2011).

## Hoạt động
Rạp chiếu phim Uciecha chủ yếu chiếu các bộ phim kinh điển của Ba Lan và thế giới. Bên cạnh các hoạt động điện ảnh, Rạp Uciecha còn đóng vai trò là một nhà hát, giới thiệu nhiều hình thức sân khấu khác nhau, bao gồm hài kịch, độc tấu, hòa nhạc, nhạc kịch và các màn biểu diễn dành cho mọi lứa tuổi và gia đình.

## Dòng sự kiện của Rạp
- Ngày 7 tháng 12 năm 1912: Rạp chiếu phim Uciecha chính thức đi vào hoạt động, với sức chứa hơn 600 người xem và trở thành rạp chiếu phim lớn nhất ở thành phố Kraków trong nhiều năm.
- Ngày 21 tháng 12 năm 1929: Rạp Uciecha trở thành rạp chiếu phim đầu tiên của Kraków sử dụng thiết bị âm thanh và cho phép khán giả xem những bộ phim có tiếng. Bộ phim âm thanh đầu tiên được trình chiếu lúc ấy là The Jazz Singer (một bộ phim ca nhạc của Mỹ công chiếu năm 1927 do Alan Crosland đạo diễn).[3]
- Năm 1967: Rạp chiếu phim Kijów (nay là Rạp chiếu phim Kijów Centrum) ra đời và vượt qua Rạp Uciecha về sức chứa.
- Năm 1989: Rạp Uciecha trở thành một rạp chiếu phim tư nhân.
- Ngày 27 tháng 12 năm 2001: Rạp đóng cửa lần thứ nhất vì lý do tài chính.[3][4]
- Ngày 16 tháng 3 năm 2009: Rạp quay lại hoạt động. Lúc bấy giờ, Rạp Uciecha có 2 phòng: Phòng lớn (300 chỗ) và Phòng nhỏ (48 chỗ). Sân khấu có kích thước 9,5 m x 7 m. Sân khấu dùng để thực hiện nhiều hình thức nghệ thuật sân khấu khác nhau.[1]
- Năm 2011: Rạp đóng cửa. Sau đó, câu lạc bộ âm nhạc "Shine" được thành lập tại cùng tòa nhà.[5]